# Partido de los Trabajadores de Bangladés
El Partido de los Trabajadores de Bangladés (en bengalí: বাংলাদেশের ওয়ার্কার্স পার্টি) es un partido comunista bengalí.
Fue fundado en 1980, tras una fusión entre el Partido Comunista de Bangladés (Leninista), la Liga Comunista Revolucionaria, el Partido Majdur, entre otros grupos. Su fundador y primer secretario general del partido fue Amal Sen.
En 1984 el partido se dividió en dos facciones, en la que ambos usaron el nombre WPB. Una de estas facciones estaba liderada por Amal Sen y Nazrul Islam. El otro estuvo dirigido por el actual presidente del partido, Rashed Khan Menon. En 1992, ambas facciones volvieron a reunificarse.
WPB se unió a la coalición de la Gran Alianza, de la que sin embargo, el liderazgo del partido cuestionó abiertamente la dirección de la posterior Alianza de los 14 Partidos, después de las elecciones generales de 2014.

## Resultados electorales

### Jatiya Sangsad
| Elección        | Votos      | %          | Escaños |
| --------------- | ---------- | ---------- | ------- |
| 1986            | 151 828    | 0,5        | 3/300   |
| 1988            | Boicoteado | Boicoteado | 0/300   |
| 1991            | 63 434     | 0,2        | 1/300   |
| Febrero de 1996 | Boicoteado | Boicoteado | 0/300   |
| Junio de 1996   | 56 404     | 0,1        | 0/300   |
| 2001            | 40 484     | 0,07       | 0/300   |
| 2008            | 262 093    | 0,37       | 2/300   |
| 2014            | 939 581    | 2,06       | 6/300   |
| 2018            | 646 044    | 0,76       | 3/300   |